# Eilema pulolautensis
Eilema pulolautensis är en fjärilsart som beskrevs av Embrik Strand 1922. Eilema pulolautensis ingår i släktet Eilema och familjen björnspinnare. Inga underarter finns listade i Catalogue of Life.